# آق داشی تپه
آق داشی تپه مربوط به آغاز هزاره ۱قم است و در شهرستان شهریار، بخش ملارد، روستای گمرگان واقع شده و این اثر در تاریخ ۱۱ شهریور ۱۳۸۲ با شمارهٔ ثبت ۹۹۰۷ به‌عنوان یکی از آثار ملی ایران به ثبت رسیده است.